# Adyton

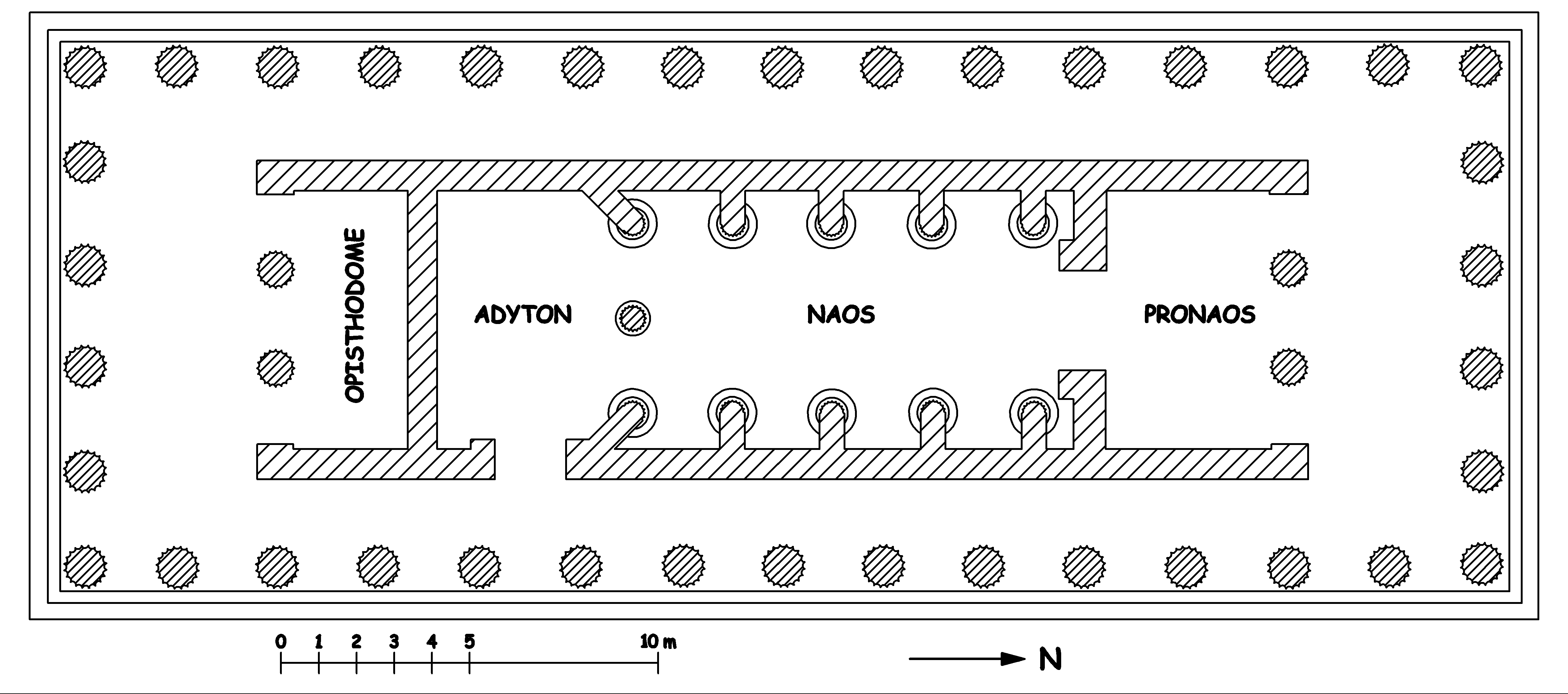
Exemple d'adyton dans le temple d'Apollon Epicourios de Bassae.

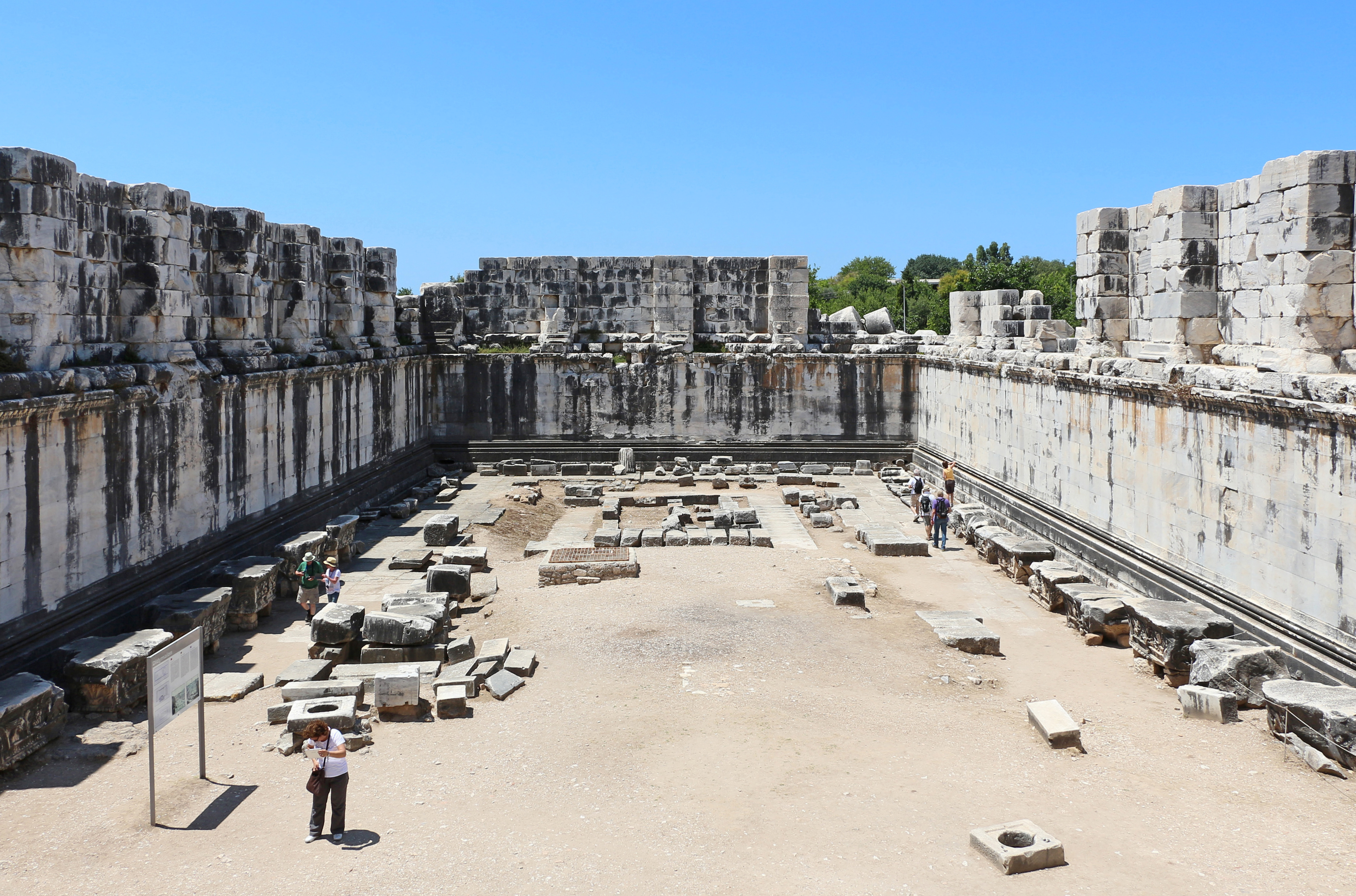
L'adyton du temple d'Apollon à Didymes en Turquie.

L'adyton (en grec ancien τὸ ἄδυτον, littéralement « le lieu dans lequel on ne peut entrer ») est un terme d'architecture qui désigne dans un temple grec antique un espace réservé à certaines fonctions, la plupart du temps religieuses. Il s'agit en général d'une pièce située soit en arrière du naos, soit emboîtée dans le naos lui-même, mais qui peut aussi être souterraine (on parlera alors de crypte) ou au contraire surélevée sur podium.

## À Delphes
C'est dans l'adyton du temple d'Apollon que se retirait l'oracle du dieu lors des consultations de l'oracle de Delphes. Après s'être purifiée et avoir bu l'eau de la fontaine de Castalie, la Pythie, mâchant des feuilles de laurier, s'installait sur un trépied.
Dans l'adyton se situait également l'omphalos, la pierre sacrée qui représente le centre du monde, et la faille de laquelle sortaient les exhalations qui inspiraient à l'oracle ses prédictions, le pneuma.